# گرانویل، مانش
گرانویل (تلفظ فرانسوی: [ɡʁɑ̃.vil] (); Norman: Graunville) یک کمون در شهرستان مانش و ناحیه نرماندی در شمال غربی فرانسه است. گرانویل در سال ۲۰۱۸ میلادی ۱۲۵۶۷ نفر جمعیت داشته‌است.